# Río Guiagá
El río Guiagá (en ruso: Гиага) es un río de la república de Adiguesia, en Rusia, afluente por la izquierda del río Labá, de la cuenca hidrográfica del Kubán.

## Curso
Nace al este de la capital de la república, Maikop (44°36′13″N 40°09′11″E / 44.60361, 40.15306). En sus 87 km de longitud atraviesa las localidades de Diákov, Grazhdanski, Kalinin, Kelermeskaya, Guiaguínskaya, Kasatkin, Mamatsev, Pikalin, Chikalov, Tíjonov, Órejov, Mokronazarov, Dukmasov, y Shturbino; y recibe varios afluentes, entre los que cabe destacar el Kelermés. Desemboca 3 km río abajo de Shturbino y 3 km al este de Dzhambechi en el curso bajo del río Labá (45°05′10″N 39°54′01″E / 45.08611, 39.90028).